# Liste der Bodendenkmäler in Birgland
Auf dieser Seite sind die Bodendenkmäler in der Oberpfälzer Gemeinde Birgland zusammengestellt. Diese Tabelle ist eine Teilliste der Liste der Bodendenkmäler in Bayern. Grundlage ist die Bayerische Denkmalliste, die auf Basis des Bayerischen Denkmalschutzgesetzes vom 1. Oktober 1973 erstmals erstellt wurde und seither durch das Bayerische Landesamt für Denkmalpflege geführt wird. Die folgenden Angaben ersetzen nicht die rechtsverbindliche Auskunft der Denkmalschutzbehörde.

## Bodendenkmäler der Gemeinde Birgland

### Gemarkung Eckeltshof
| Lage                  | Objekt                         | Akten-Nr.     | Bild |
| --------------------- | ------------------------------ | ------------- | ---- |
| Eckeltshof (Standort) | Urnenfelderzeitliche Siedlung. | D-3-6535-0045 |      |
| Eckeltshof (Standort) | Mesolithische Freilandstation. | D-3-6535-0081 |      |

### Gemarkung Frechetsfeld
| Lage                    | Objekt | Akten-Nr.     | Bild           |
| ----------------------- | --- | ------------- | -------------- |
| Frechetsfeld (Standort) | Ein vorgeschichtlicher Grabhügel.                                                                                           | D-3-6535-0006 |                |
| Frechetsfeld (Standort) | Höhle Peterloch (E7) mit Funden der Urnenfelderzeit und der Späthallstatt-/Frühlatènezeit sowie menschlichen Skelettresten. | D-3-6535-0007 | weitere Bilder |
| Frechetsfeld (Standort) | Vorgeschichtlicher Bestattungsplatz mit Grabhügeln.                                                                         | D-3-6535-0009 |                |
| Frechetsfeld (Standort) | Vorgeschichtlicher Bestattungsplatz mit mindestens zwei Grabhügeln.                                                         | D-3-6535-0010 |                |
| Frechetsfeld (Standort) | Ein vorgeschichtlicher Grabhügel.                                                                                           | D-3-6535-0011 |                |
| Frechetsfeld (Standort) | Mesolithische Freilandstation.                                                                                              | D-3-6535-0044 |                |
| Frechetsfeld (Standort) | Vorgeschichtlicher Bestattungsplatz mit Grabhügeln.                                                                         | D-3-6535-0120 |                |

### Gemarkung Fürnried
| Lage                | Objekt | Akten-Nr.     | Bild           |
| ------------------- | --- | ------------- | -------------- |
| Fürnried (Standort) | Höhle Fuchsenloch (E 18) mit vorgeschichtlichen Funden.                                                                                         | D-3-6535-0019 | weitere Bilder |
| Fürnried (Standort) | Vorgeschichtlicher Bestattungsplatz mit Grabhügeln.                                                                                             | D-3-6535-0021 |                |
| Fürnried (Standort) | Befestigung vor- und frühgeschichtlicher Zeitstellung oder des Mittelalters.                                                                    | D-3-6535-0022 |                |
| Fürnried (Standort) | Vorgeschichtlicher Bestattungsplatz mit mindestens einem Grabhügel.                                                                             | D-3-6535-0025 |                |
| Fürnried (Standort) | Vorgeschichtlicher Bestattungsplatz mit mindestens zwei Grabhügeln.                                                                             | D-3-6535-0026 |                |
| Fürnried (Standort) | Vorgeschichtlicher Bestattungsplatz mit mindestens einem Grabhügel.                                                                             | D-3-6535-0027 |                |
| Fürnried (Standort) | Vorgeschichtlicher Bestattungsplatz mit mindestens einem Grabhügel.                                                                             | D-3-6535-0028 |                |
| Fürnried (Standort) | Vorgeschichtliche Siedlung. | D-3-6535-0049 |                |
| Fürnried (Standort) | Untertägige Befunde der abgebrochenen frühneuzeitlichen Kirche St. Johannes in Tannlohe.                                                        | D-3-6535-0072 |                |
| Fürnried (Standort) | Höhle Osterloch (E 13) mit vorgeschichtlichen Funden.                                                                                           | D-3-6535-0075 | weitere Bilder |
| Fürnried (Standort) | Höhensiedlung des Endneolithikums (Schnurkeramik), archäologische Befunde und Funde im Bereich der mittelalterlichen Burgruine Lichtenegg.      | D-3-6535-0076 |                |
| Fürnried (Standort) | Archäologische Befunde im Bereich der Simultankirche St. Willibald in Fürnried, darunter die Spuren von Vorgängerbauten bzw. älteren Bauphasen. | D-3-6535-0096 |                |
| Fürnried (Standort) | Untertägige Befunde der abgegangenen frühneuzeitlichen Kirche von Lichtenegg.                                                                   | D-3-6535-0127 |                |
| Fürnried (Standort) | Vorgeschichtlicher Bestattungsplatz mit mindestens einem verebneten Grabhügel.                                                                  | D-3-6535-0129 |                |
| Fürnried (Standort) | Vorgeschichtlicher Bestattungsplatz mit mindestens einem Grabhügel.                                                                             | D-3-6535-0144 |                |
| Fürnried (Standort) | Kalkbrennöfen des Spätmittelalters. | D-5-6535-0023 |                |

### Gemarkung Poppberg
| Lage                | Objekt | Akten-Nr.     | Bild |
| ------------------- | --- | ------------- | ---- |
| Poppberg (Standort) | Mittelalterlicher Burgstall, Wallanlage vor- und frühgeschichtlicher Zeitstellung, Höhensiedlung der Urnenfelderzeit. | D-3-6535-0012 |      |
| Poppberg (Standort) | Hallstattzeitlicher Bestattungsplatz mit verebneten Grabhügeln.                                                       | D-3-6535-0030 |      |
| Poppberg (Standort) | Vorgeschichtlicher Bestattungsplatz mit mindestens fünf Grabhügeln.                                                   | D-3-6535-0033 |      |
| Poppberg (Standort) | Mittelalterlicher Burgstall.                                                                                          | D-3-6535-0034 |      |
| Poppberg (Standort) | Vorgeschichtliche Siedlung.                                                                                           | D-3-6535-0041 |      |
| Poppberg (Standort) | Archäologische Befunde und Funde im Bereich der mittelalterlichen Burgruine Poppberg.                                 | D-3-6535-0079 |      |

### Gemarkung Schwend
| Lage               | Objekt                                                                                          | Akten-Nr.     | Bild |
| ------------------ | ----------------------------------------------------------------------------------------------- | ------------- | ---- |
| Schwend (Standort) | Vorgeschichtlicher Bestattungsplatz mit mindestens 23 Grabhügeln und Funden der Frühlatènezeit. | D-3-6535-0035 |      |
| Schwend (Standort) | Bestattungsplatz der Bronzezeit, der Hallstattzeit und der Frühlatènezeit mit Grabhügeln.       | D-3-6535-0036 |      |
| Schwend (Standort) | Vorgeschichtlicher Bestattungsplatz mit Grabhügeln.                                             | D-3-6535-0037 |      |
| Schwend (Standort) | Vorgeschichtlicher Bestattungsplatz mit Grabhügeln.                                             | D-3-6535-0038 |      |
| Schwend (Standort) | Vorgeschichtlicher Bestattungsplatz mit verebneten Grabhügeln.                                  | D-3-6535-0051 |      |
| Schwend (Standort) | Vorgeschichtliche Siedlung.                                                                     | D-3-6535-0086 |      |
| Schwend (Standort) | Mittelalterliche Wüstung Ehrnsberg, frühneuzeitliche Wüstung Hirschricht.                       | D-3-6535-0119 |      |
| Schwend (Standort) | Vorgeschichtlicher Bestattungsplatz mit Grabhügeln.                                             | D-3-6535-0136 |      |
| Schwend (Standort) | Vorgeschichtlicher Bestattungsplatz mit Grabhügeln.                                             | D-3-6635-0046 |      |
| Schwend (Standort) | Vorgeschichtlicher Bestattungsplatz mit Grabhügeln.                                             | D-3-6635-0071 |      |

### Gemarkung Sunzendorf
| Lage                  | Objekt                                                                                        | Akten-Nr.     | Bild |
| --------------------- | --------------------------------------------------------------------------------------------- | ------------- | ---- |
| Sunzendorf (Standort) | Mesolithische Freilandstation, Siedlung der Urnenfelderzeit.                                  | D-3-6535-0014 |      |
| Sunzendorf (Standort) | Mesolithische Freilandstation, hallstattzeitlicher Bestattungsplatz mit Grabhügel.            | D-3-6535-0016 |      |
| Sunzendorf (Standort) | Teilweise verebnetes vorgeschichtliches Grabhügelfeld.                                        | D-3-6535-0018 |      |
| Sunzendorf (Standort) | Latènezeitliche Siedlung.                                                                     | D-3-6535-0046 |      |
| Sunzendorf (Standort) | Mesolithische Freilandstation, vorgeschichtliche Siedlung.                                    | D-3-6535-0047 |      |
| Sunzendorf (Standort) | Bestattungsplatz der Hallstatt- und Frühlatènezeit mit mindestens zehn verebneten Grabhügeln. | D-3-6535-0082 |      |
| Sunzendorf (Standort) | Vorgeschichtlicher Bestattungsplatz mit Grabhügeln.                                           | D-3-6535-0135 |      |